# 東方幻想エクリプス
『東方幻想エクリプス』（とうほうげんそうえくりぷす）は、ケイブが開発・配信する「東方Project」公認二次創作スマートフォン用ゲームアプリ。2023年11月22日サービス開始。基本プレイ無料（アイテム課金制）。公式略称は『ゲンリプ』。

## 概要
東方Projectの公認二次創作作品。2023年9月15日に配信が正式発表、同時に公式Xアカウントが開設された。
iOS版とGoogle play store版の同時リリースを予定していたが、iOS版の審査の通過が遅れたため、Google play store版が先行リリースされた（iOS版も翌日にリリース）。
東方公認二次創作ゲームとしては初めて、公式サイト上で他の人と交流できるコミュニティーが開設された。

## システム
横画面のスクロール形式のシューティングゲーム。敵の弾幕をプレイヤーの弾幕で相殺すると、黄色い勾玉が出現し、それを一定以上貯めると敵弾を能動的に破壊できる「ブレイク」を発動できる。このブレイクは、他にも一部のスキルを使用することで発動できる。
東方Projectの原作同様、判定点がキャラクターの中心に描画されており、そこに敵の弾幕または体が当たるとダメージを受ける。被弾後は一定時間無敵状態になる。シールドから削られていき、シールドが完全に壊れると被弾時に体力が減るようになる。体力が尽きる、または中ボス・ボスとの対戦時に右上のタイマーが0になるとゲームオーバーとなる。
育成状況に応じて強いショットやステージ4・5が解放される。ステージ3終了後は、その後のステージが解放されていない、またはステージ5が終了すれば育成終了となり、式化される。最終的な育成状況によって、評価点とそれに応じたランクが付けられる。（下から順に、E→E+→E++→D→D+→D++→C・・・）
キャラクターは育成時に想起カードを6枚（重複可）までと過去に式化したキャラクター2体（重複不可）までを装備できる。想起カードや式化キャラが持っている効果やスキルを各ステージ終了後に獲得することができる。
想起カードは☆3〜5の3ランクあり、基本的には全てガチャから手に入る。人里にある香霖堂で想起カードを交換することもできる。また☆5想起カードのみ、イベントの報酬でも手に入る。
ガチャにあたる「祈願」には、キャラが出る祈願と☆5の想起カードが出るガチャの2種類があり、キャラや☆5想起カードはそれぞれのガチャからしか排出されない。天井の設定は無い代わりに、キャラの祈願と想起カードの祈願、合わせて200連連続でキャラまたは☆5想起カードを獲得できなかった場合その次の1連目は必ずキャラまたは☆5想起カードが手に入る。
限定祈願では、そのガチャのピックアップのキャラまたは☆5想起カードが限定祈願のみの通算で200連連続で獲得できなかった場合、その次の1連目はピックアップが手に入る。

## 登場キャラクター
記載順は奥野田美宵までは公式サイトのキャラクターの項目の順、以下はキャラクターの実装順に記載。
- 博麗霊夢 - ファイルーズあい
- 霧雨魔理沙 - 伊瀬茉莉也
- チルノ - 間宮くるみ
- 十六夜咲夜 - 加隈亜衣
- 魂魄妖夢 - 大西沙織
- 八雲紫 - 田村ゆかり
- 鈴仙・優曇華院・イナバ - 松井恵理子
- 河城にとり - 長縄まりあ
- 東風谷早苗 - 上田麗奈
- レミリア・スカーレット - 竹達彩奈
- 村紗水蜜 - 田村睦心
- 茨木華扇 - 南条愛乃
- 伊吹萃香 - 五十嵐裕美
- 古明地さとり - 村川梨衣
- 物部布都 - 内田真礼
- 上白沢慧音 - 福原綾香
- 因幡てゐ - 大久保瑠美
- 小野塚小町 - 赤崎千夏
- 犬走椛 - 千本木彩花
- 星熊勇儀 - 内山夕実
- 森近霖之助 - 榎木淳弥
- 本居小鈴 - 矢野妃菜喜
- 稗田阿求 - 雨宮天
- 奥野田美宵 - 洲崎綾
- 射命丸文 - 鬼頭明里
- 多々良小傘 - 篠原侑
- 西行寺幽々子 - 茅野愛衣
- 豊聡耳神子 - 日笠陽子
- アリス・マーガトロイド - 鷲見友美ジェナ
- フランドール・スカーレット - 小倉唯
- 古明地こいし - 田中あいみ
- 聖白蓮 - 伊藤静
- 八雲藍 - Lynn
- 蓬莱山輝夜 - 照井春佳
- 洩矢諏訪子 - 花守ゆみり
- 八意永琳 - 金元寿子
- 火焔猫燐 - 鈴代紗弓
- 蘇我屠自古 - 白石涼子
- ミスティア・ローレライ - 高田憂希
- 今泉影狼 - 矢作紗友里
- 少名針妙丸 - 芹澤優
- 霊烏路空 - 石川由依
- 比那名居天子 - 和氣あず未
- 紅美鈴 - 本渡楓
- 橙 - 大空直美
- パチュリー・ノーレッジ - 和多田美咲
- 四季映姫・ヤマザナドゥ - 林鼓子
- 鬼人正邪 - 小清水亜美
- 風見幽香 - 高柳知葉
- 小悪魔 - 春瀬なつみ